# 俞伯蓀
俞伯蓀（1922年—2013年4月17日），四川成都人，中國川派古琴演奏家。

## 生平
俞伯蓀出生於民國十一年（1922年）的成都，本名并非俞伯荪，此名是後來因敬仰俞伯牙而改。12歲時進入東方藝術學校學習戲曲，14歲始師從陳蘊儒、龍琴舫學古琴。 中年後又向查阜西、吳景略、溥雪齋等學琴。除去古琴外，亦通扬琴、二胡、笛、箫等。
60歲時與才結婚，妻子俞琰是他的弟子，與其相差40多歲，70歲始得子俞瑞。1983年他自己創作了琴歌《峨眉山月歌》，1985年創立東坡詩琴社。2006年成都市成立俞伯荪蜀派古琴研究所。同年，獲得中國民族管弦樂協會頒發的“中国民乐艺术终身贡献奖”。2010年，俞伯蓀被四川省和成都市分别任命為非物质文化遗产项目蜀派古琴代表性传承人。91歲時還曾為《英雄曹操》主題曲配樂。2013年4月17日晚8時在家中平靜逝世，後葬在温江大朗福寿园陵园。